# Echinocereus primolanatus
Echinocereus primolanatus (alicoche peludo) es una especie endémica de alicoche perteneciente a la familia Cactaceae que se distribuye en Coahuila en México. La palabra primolanatus es de origen latino y hace referencia a la apariencia lanuda de sus espinas.

## Descripción
Crece de manera solitaria, el tallo es globoso o cilíndrico de 4 a 12 cm de largo y 3 a 5 cm de ancho de color verde. Tiene de 16 a 26 costillas, ligeramente tuberculadas. Tiene de 1 a 3 espinas centrales cuando es joven, luego desaparecen, de color pardo y de 15 mm de largo. Posee de 20 a 28 espinas radiales, de color blanco a pardo y de 4 mm de largo. La flor crece cerca del ápice del tallo, es funeliforme, de color rosa brillante y de 5 a 6 cm de largo y 5 a 9 cm de ancho. El fruto que produce es ovoide y está cubierto por espinas.

## Distribución y hábitat
Se distribuye en Coahuila en México. en la sierra de la Paila y en la región de Cuatrociénegas. Habita en matorrales xerófilos sobre suelos calizos a elevaciones de 1500 m s. n. m.

## Estado de conservación
El área de distribución de la especie no es grande y no se sabe mucho del estado de conservación de sus poblaciones ni de sus probables amenazas. No se tiene registro de que habite en ninguna área protegida, pero podría encontrarse dentro del Área de Protección de Flora y Fauna Cuatrociénegas.